# Оуэн Тюдор
О́уэн (Оуайн) Тю́дор (англ. Owen Tudor, валл. Owain ap Maredudd ap Tudur; около 1400 — 2 февраля 1461) — валлийский дворянин, затем английский придворный, второй муж Екатерины Валуа, вдовы короля Англии Генриха V и матери Генриха VI. Происходил из знатного валлийского рода, представители которого с начала XIII и до конца XIV века были самой могущественной семьёй в Уэльсе, но потерявшие из-за участия в восстании Оуайна Глиндура свои владения и имущество. В 1420-е году Оуэну удалось оказаться на службе у английской королевы Екатерины, с которой у него завязался роман. Позже они вступили в тайный брак, а в 1432 году Оуэн получил английское подданство.
После смерти жены в 1437 году Оуэна обвинили в нарушении закона, запрещавшего жениться на бывших королевах, уступая им в социальном положении и статусе. Хотя ему удалось оправдаться, при попытке уехать в Уэльс Оуэна арестовали и поместили в заключение. Свободу он получил только в 1439 году, а позже его помиловали, после чего Тюдор вошёл в узкий круг приближённых Генриха VI, который весьма почтительно относился к отчиму. После начала войны Алой и Белой розы Оуэн и двое его сыновей — рано умерший Эдмунд, граф Ричмонд, и Джаспер, граф Пембрук, — оставались сторонниками короля и играли в конфликте важную роль. 2 февраля 1461 года он после проигранной битвы при Мортимер-Кросс попал в плен к Эдуарду Йоркскому, графу Марчу, и по его приказу был обезглавлен в Херефорде.
Оуэн считается основателем династии Тюдоров, поскольку именно он первым принял на английский манер фамилию Тюдор. Его внук Генрих VII стал первым королём Англии из этой династии.

## Происхождение
Оуэн происходил из валлийского рода Тидиров из Пенминида, представители которого занимали видное место в Уэльсе минимум с начала XIII века. До конца XIV века они оставались самой могущественной семьёй в регионе. Первые представители рода были скромными землевладельцами, жившими недалеко от восточного берега реки Конуи около Абергеле в современном графстве Конуи. Когда эта территория вошла в состав королевства Гвинед, некоторые Тидиры оказались на службе у его правителя, Лливелина Великого. Возвышение рода начинается с Эдниведа Фичана (умер в 1246), сына Синфрига Жоруэотского, который примерно с 1215 года упоминается в качестве сенешаля Гвинеда, возглавляя основные административные, политические и законодательные органы королевства. Поскольку он был главным советником сначала Лливелина Великого, а затем и его сына Давида II, в награду за службу ему были переданы владения в кантревах Рос и Ривониог. Кроме того, ему были предоставлены привилегии, включавшие в себя освобождённые от всех рент и обязательств, кроме призыва ко двору и на военную службу. Эти привилегии сохранили и его потомки. Их традиционной резиденцией стал Пенминид на острове Англси.
Один из потомков Эдниведа, Тидир ап Горонви, женился на Маргарет, дочери Томаса ап Лливелина ап Оуайна из Кардиганшира, последнего представителя по мужской линии рода правителей Дехейбарта. В этом браке родилось несколько сыновей, младшим из которых был Маредит ап Тидир. Он и его старшие братья играли заметную роль в восстании Оуайна Глиндура, приходившегося им двоюродным братом. О его судьбе после подавления восстания ничего неизвестно.
Маредит был женат на Маргарет, дочери Давида Фичана. В этом браке родился сын Оуайн (Оуэн).

## Ранняя биография
Точный год рождения Оуэна неизвестен. Хотя Уильям Вустерский указывал, что в момент гибели в 1461 году тому было 50 лет, это свидетельство считается ненадёжным. В настоящее время считается, что Оуэн родился около 1400 года. Первоначально он использовал валлийское имя Оуайн ап Маредит ап Тидир (Оуайн сын Маредита сына Тидира), но в Англии это имя звучало слишком громоздко, поэтому его стали называть на английский лад — Оуэн Тюдор.
Участие родственников Оуэна в восстании Глиндура привело не только к потери владений и имущества. Им, как и многим другим валлийцам было запрещено занимать государственные должности, носить оружие и жить в других городах. О ранней биографии Оуэна известно мало. Родство с мятежниками и брак с вдовствующей королевой привели к тому, что он стал предметом различных мифов и историй в Уэльсе, Англии и за рубежом. Во Франции и Италии в XVI веке негативно настроенные к Тюдорам хронисты писали, что Оуэн был незаконнорождённым сыном владельца пивной, бастардами называли и его сыновей Эдмунда и Джаспера. В XVIII веке в Уэльсе утверждалось, что его отец в момент рождения сына был беглым убийцей. Известия о том, что Оуэн сражался в 1415 году битве при Азенкуре и был оруженосцем короля Генриха V также не имеет никаких документальных подтверждений.

## Роман и брак с вдовствующей королевой

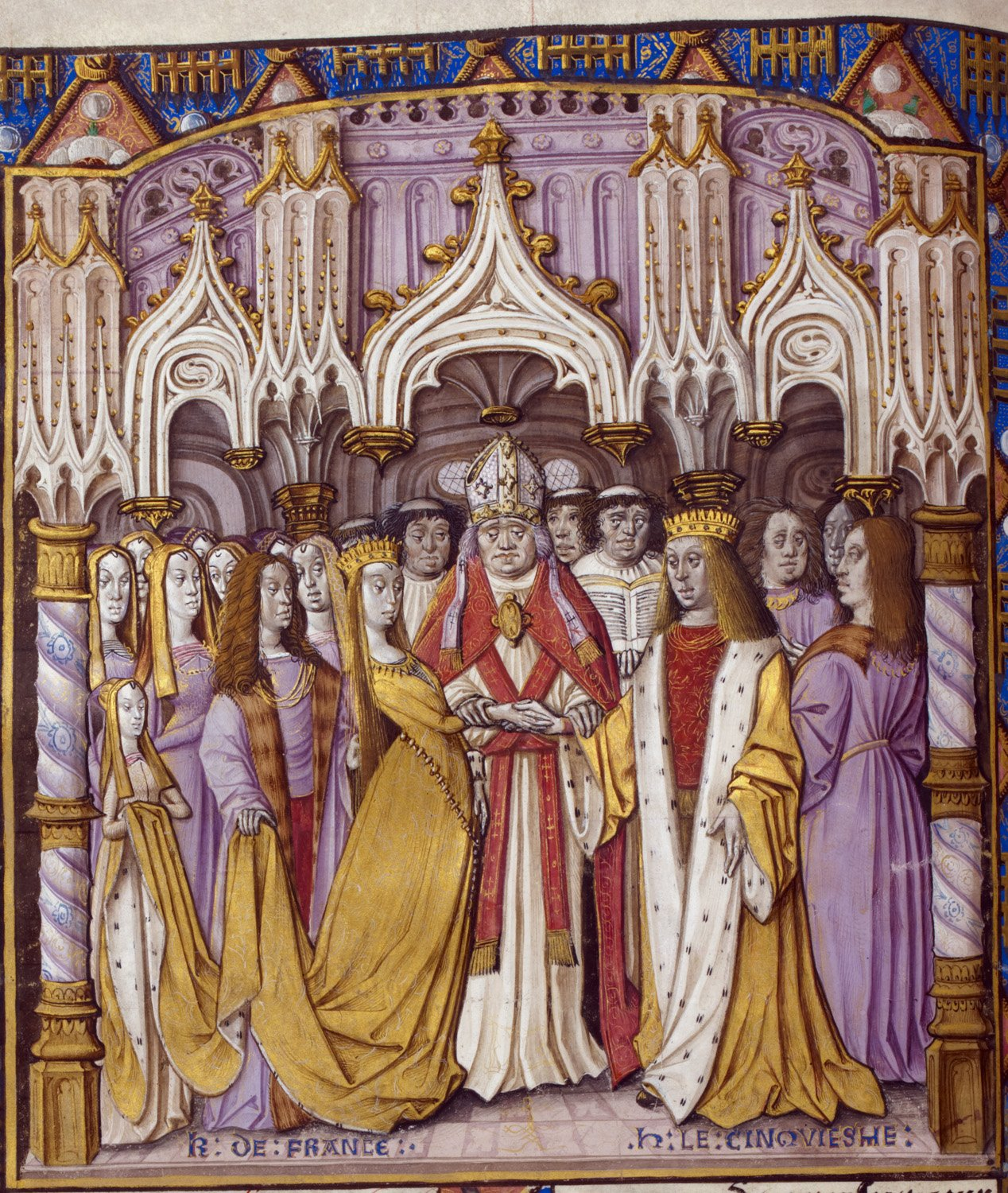
Бракосочетание короля Англии Генриха V и Екатерины Французской. Миниатюра из «Хроники Карла VII» Жана Шартье, конец XV века

Екатерина Валуа, ставшая женой Оуэна Тюдора, была дочерью французского короля Карла VI. Она стала женой английского короля Генриха V по условиям договора в Труа, заключённого в мае 1420 года. В момент заключения брака ей было 18 лет. 6 декабря 1421 года она родила сына, ставшего после смерти отца 31 августа 1422 года королём под именем Генриха VI.
Екатерина была молода, хороша собой и достаточно жизнелюбива. Один из хронистов, который, возможно, владел некоторыми сведениями о биографии Екатерины, утверждал, что она «не могла полностью обуздать свои плотские страсти». И её судьба сильно беспокоила королевский совет, управлявший королевством от имени малолетнего Генриха VI. Вдовствующая королева продолжала жить в Англии и вполне могла вторично выйти замуж, что представлялось англичанам чем-то необычным и пугало придворную знать.
В королевском совете ведущие роли играли дядя короля, Хамфри, герцога Глостер, и епископ Уинчестерский Генри Бофорт. Они редко ладили друг с другом, а перспектива брака матери короля обострила их конфликт. Один из придворных хронистов сообщает, что Екатерина хотела выйти замуж за Эдмунда Бофорта, графа Мортена, племянника епископа, но против этого выступили герцог Глостер и другие лорды. Идея мезальянса приводила дядю короля в негодование. В 1426 году палаты общин подала во время работы собравшегося в Лестере парламента запрос канцлеру о разрешении «вдовам короля» вступать в брак по их желанию после уплаты соответствующего штрафа. В ответ на работавшем с октября 1427 года до марта 1428 года парламенте был принят закон, который оговаривал условия вступления вдовствующих королев Англии в повторный брак. В нём указывалось, что если положение и статус нового мужа королевы были ниже, чем у неё, это расценивалось как оскорбление английской короны. Если же такой брак всё же заключался, все владения и имущество нарушителя подлежали конфискации. При этом все дети, рождённые в подобном браке, становились членами королевской семьи. Кроме того, в билле оговаривалось, что согласие на брак матери должен давать взрослый король. Поскольку в 1427 году Генриху VI было 6 лет, закон гарантировал, что Екатерина не может выйти замуж в течение 8 лет, а её новый муж не сможет влиять на воспитание юного короля.
Историк Ральф Гриффитс считает, что внесённый в парламент законопроект и основанный на нём закон был, вероятно, разработан в ответ на планы королевы выйти замуж за Бофорта ещё до её брака с Тюдором. Екатерина жила в домашнем хозяйстве Генриха VI минимум до 1430 года. И всё это время за ней следили — и в Англии, и во Франции, куда она в 1430 году сопровождала сына, коронованного французской короной. Но все усилия герцога Глостера оказались напрасными: у королевы начался роман с «каким-то валлийцем» Оуэном Тюдором, который закончился браком.

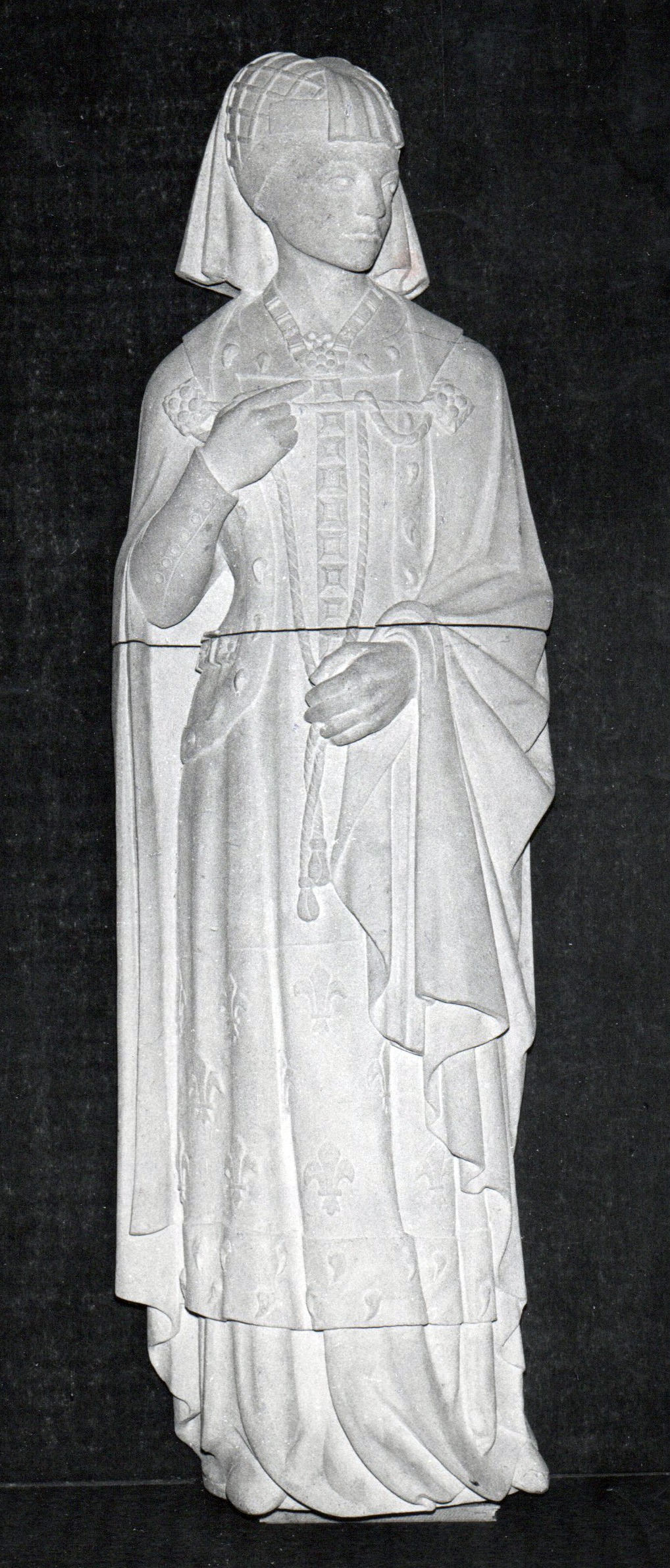
Скульптурное изображение Екатерины Валуа в Вестминстерском аббатстве

Обстоятельства первой встречи Оуэна с королевой Екатериной, женой Генриха V, вызывают особый интерес поэтов и авторов романов. Существует много гипотез, как он мог познакомится с королевой: по одной это произошло во время его службы во Франции, по другой — его представили ко двору в качестве валлийца, который ищет мира с Англией после восстания Глендура. Однако документальных доказательств ни одна из гипотез не имеет.
В поздних французских хрониках XV века, встречались сообщения, что Оуэн был её портным, но современные историки считают достоверность подобного утверждения сомнительным. Документально подтверждено, что после восстания Глиндура некоторые валлийцы получили должности при английском дворе. Возможно, что среди них был и «Оуэн Мередит». В мае 1421 года он оказался в подчинении у сэра Уолтера Хангерфорда, управляющего королевским двором в 1415—1421 годах. Некоторые антикварии утверждали, что Тюдор был хранителем домашнего хозяйства или гардероба королевы Екатерины, хотя никаких документальных подтверждений не сохранилось. Валлийский хронист XVI века Элис Грифид писал, что Оуэн был мажордомом и слугой королевы. Не исключено, что именно благодаря службе у Хангефорда Тюдор попал в круг королевских придворных.
Выдвигались разные версии того, как начался роман Оуэна и Екатерины. По самой распространённой Тюдор во время танца был в нетрезвом состоянии и настолько с трудом стоял на ногах, что упал королеве на колени. Впервые об этом упоминает валлийский бард Робин Ти. Позже эта история набирала популярность благодаря сочинениям писателей во время правления Елизаветы I. Другую версию приводит в своей хронике Элис Граффид. Он сообщает, что Екатерина увидела Оуэна «тёплым летним днём», когда тот с друзьями плавал в реке. Ей настолько понравился красивый и статный юноша, что она решила его разыграть. Переодевшись служанкой, королева назначила ему свидание. Оуэн оказался настолько пылок, что попытался поцеловать девушку; сопротивляясь, она случайно оцарапала ему щёку. На следующий день юноша был официально представлен королеве, и тогда обман раскрылся. Екатерина простила Тюдору его дерзость, а затем у них завязался роман. Достоверность обеих версий неизвестна.
Точно не установлено, когда и где был заключён брак между Оуэном и королевой Екатериной. По современны оценкам он мог состояться между 1428 и 1432 годами, хотя Ральф Гриффит считает, что брак не мог быть заключён раньше 1431 года. Сама церемония была тайной, о том, что Екатерина вышла замуж, не было широко известно вплоть до её смерти. В XVI веке утверждалось, что королева представила лордам в парламент родословную Тюдора; Ральф Гриффитс считает, что это могло произойти в 1431 году. В 1432 году Оуэну было представлено английское гражданство, в результате чего ему перестало грозить унизительное и бесправное положение, в котором со времени правления Генриха IV оказались большинство валлийцев. Косвенным подтверждением крайней даты брака (1432 год) Гриффитс считает тот факт, что за его время Екатерина родила от Оуэна четверых детей: троих сыновей, Эдмунд и Джаспер и Оуэн, а также дочь, которая, возможно, стала монахиней и умерла молодой. Известно, что двое сыновей Оуэна, Эдмунд и Джаспер, родились в Хартфордшире, где у их матери были владения. Местом их рождения были поместья Мач-Хадем и Бишопс-Хатфилд соответственно, принадлежавшие двум епископам, близким к покойному Генриху V. Историк Джеральд Харрис высказывал предположение, что Эдмунд Тюдор на самом деле мог быть сыном Эдмунда Бофорта, но, как отмечает Гриффитс, подобная гипотеза не имеет доказательств. Хотя позже король Ричард III в своих прокламациях называл родившихся в этом браке Тюдоров бастардами, современники Оуэна не сомневались в том, что брак действительно был заключён.
Сэр Джон Уинн Гуидир писал, что 

француженка Екатерина не видела разницы между англичанами и валлийцами. После брака с королевой по английским законам Оуэн Тюдор становился отверженным, а славной истории его предков в Уэльсе будто бы и не существовало. Их приравняли к варварам.
 После свадьбы она познакомилась с некоторыми родственниками мужа, но языка их не знала, поэтому понять их не могла.
После брака Оуэн спокойно прожил несколько лет с женой. В 1434 году ему поручили вести дела наследника Джона Конви, одного из самых богатых и влиятельных землевладельцев в Флинтшире. В этом качестве он должен был защищать имущественные и земельные интересы подопечного при составлении брачного контракта.
Незадолго до смерти Екатерина отправилась для лечения в аббатство Бермондси. Свою болезнь она описывала как «длительное тягостное беспокойство и уныние», считая его «карой божьей». 1 января 1437 года королева составила завещание, а 3 января умерла.

## Вдовец
При жизни Екатерины отношения Оуэна с членами королевского совета были натянутыми, хватало у него и врагов. Смерть же жены лишила Оуэна защиты, после чего герцог Глостер начал судебные разбирательства о нарушении Тюдором закона 1427—1428 годов и вызвал Оуэна на заседание совета. Тюдор опасался своих врагов, поэтому потребовал предоставить ему охранную грамоту и тайно прибыл в Лондон, попытавшись найти убежище в Вестминстерском аббатстве. Друзья убеждали его всё же явиться на совет, но тот был убеждён, что короля настроили против отчима. В итоге Оуэн всё же решил явиться на совет, где ему даже удалось оправдаться, все обвинения с него были сняти. Но по пути в Уэльс его арестовали и отправили в Ньюгейтскую тюрьму, а его имущество, включая серебряную посуду, оцениваемое в 137 фунтов 10 шиллингов и 4 пенса, было конфисковано. В январе или начале февраля 1438 года Оуэну удалось сбежать, но вскоре был пойман Джоном Бомонтом и возвращён в тюрьму. Впрочем, 14 июля его перевели в Виндзорский замок, поместив под опеку Эдмунда Бофорта.
Оуэна освободили в июле 1439 года под залог в 2 тысячи фунтов и под обещание вернуться по первому же желанию короля. 12 ноября он был помилован, а залог ему вернули до наступления нового года. С этого момента Оуэн вплоть до середины 1450-х годов жил как представители английской знати, входя в узкий круг приближённых короля, который весьма почтительно относился к отчиму. Кроме того, король милостливо сделал его членом королевской семьи.
Король очень хорошо относился к своим единоутробным братьям. Двое старших сыновей Оуэна после смерти матери за счёт короля были помещены под опеку Кэтрин де ла Поль, аббатиссы Баркинга, сестры графа Саффолка, находясь под ней вплоть до 1442 года. В ноябре 1452 года король официально признал братьев членами королевской семьи и присвоил им графские титулы: Эдмунд стал графом Ричмондом, а Джаспер — графом Пембруком.

## Война Алой и Белой розы и гибель
После начала войны Алой и Белой розы сыновья Оуэна Эдмунд и Джаспер, будучи сторонниками своего единокровного брата Генриха VI, играли в ней важную, хотя и не решающую роль, благодаря чему Тюдоры стали такой же могущественной и влиятельной семьёй, как и их предки.
Осенью 1455 года Оуэн, возможно, сопровождал Эдмунда, графа Ричмонда, в Уэльс, а когда тот умер 3 ноября 1456 года Оуэн, возможно, присоединился там к Джасперу.

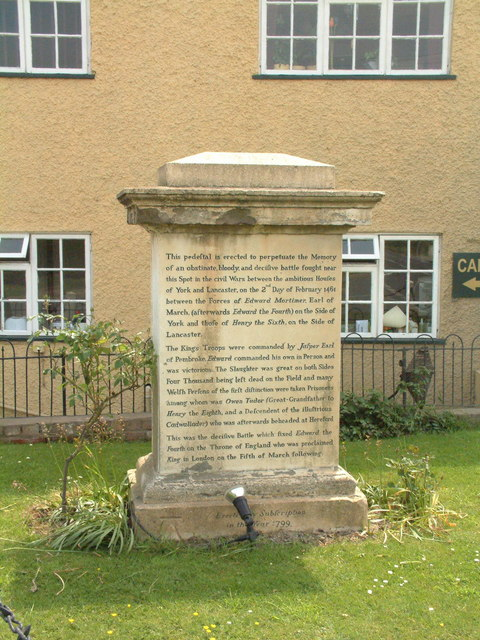
Мемориал, установленный на месте битвы при Мортимер-Кросс

Когда в 1459 году конфликт между сторонниками короля и Ричарда, герцога Йоркского перерос в открытую войну, Оуэн получил ряд владений, отобранные у лидеров Йоркистов по решению «парламента Дьяволов». Так графу Пембруку и его отцу было поручено арестовать йоркиста Джона Данна из Кидвелли. Позже, в том же году, Оуэн получил часть конфискованных владений другого йоркиста — Джона Клинтона, 5-го барона Клинтона. 5 февраля 1460 года он и граф Пембрук получили в пожизненное владение манор Денби, который был отобран у Ричарда, герцога Йоркского.
В январе 1461 года Оуэн присоединился в Уэльсе к армии, которой командовали его сын Джаспер, граф Пембрук, и Джеймс Батлер, граф Уилтшир. В её составе были валлийские арендаторы графа Пембрука, а также французские и Ирландские наёмники. Они двинулись в Англию с северо-запада, однако навстречу выступила армия йоркистов, которую возглавлял Эдуард, граф Марч, наследник погибшего месяцем ранее в битве при Уэйкфилде герцога Йоркского. Армии встретились 2 февраля примерно в 17 милях к северо-западу от Херефорда недалеко от места под названием Мортимерс-Кросс. В завязавшейся битве Оуэн возглавлял отряд, который попытался обойти левый фланг йоркистов, но при этом сам был обойден с фланга. В дальнейшем граф Марч смог разбить остальную армию. Графы Пембрук и Уилтшир смогли бежать, а Оуэн попал в плен и был в тот же день обезглавлен в Херефорде. Оуэн верил, что сумеет отделаться тюремным заключением, что его казнят; лишь в последние моменты жизни, согласно легенде, он сказал: «Голова, привычная лежать на коленях королевы Екатерины, теперь возлежит на плахе» («that hede shalle ly on the stocke that wass wonte to ly on Quene Katheryns lappe»). Эта казнь стала частью мести Эдуарда Йоркского за отца.
Неизвестный очевидец писал, что

Отрубленную голову Оуэна Тюдора насадили на пик распятия посреди базарной площади. Какая-то безумная женщина всё расчёсывала волосы на мёртвой голове Тюдора и вытирала с неё кровь.
Тело Оуэна было захоронено в часовне монастыря Грейфраерс в Херефордшире на северной стороне. У могилы первоначально не существовало надгробного памятника, однако позже его незаконнорождённый сын Дэвид, родившийся от неизвестной женщины в замке Пембрук в 1459 году, оплатил его установку. В 1894 и 1933 годах на развалинах монастыря проводились раскопки, во время которых удалось обнаружить 3 скелета. Один из них принадлежал человеку ростом в 6 футов и 2 дюйма. Согласно воспоминаниям современников, примерно таким же ростом обладал и Оуэн, однако других доказательств, что эти останки принадлежат ему, не существует.
Гибель Оуэна Тюдора была оплакана в панегириках нескольких валлийских поэтов.
Оуэн считается основателем династии Тюдоров, поскольку именно он первым принял на английский манер фамилию Тюдор, образовав её от англизированного варианта имени деда. Генрих VI женил его старшего сына Эдмунда, графа Ричмонда, на Маргарет Бофорт, единственной дочери Джона Бофорта, герцога Сомерсета, внука Джона Гонта (отца короля Генриха VII) и его многолетней любовницы Екатерины Суинфорд. В этом браке родился единственный сын, который унаследовал от матери кровь Плантагенетов и в 1485 году стал английским королём под именем Генриха VII.

## Брак и дети
Жена: с 1428/1432 года Екатерина Валуа (27 октября 1401 — 3 января 1437), дочь короля Франции Карла VI и Изабеллы Баварской, вдова короля Англии Генриха V. Дети:
- Эдмунд Тюдор (около 1430 — 3 ноября 1456), 1-й граф Ричмонд с 1452 года. Его сыном был король Англии Генрих VII[24][25].
- Джаспер Тюдор (около 1431 — 21 декабря 1495), граф Пембрук с 1452 года, герцог Бедфорд с 1485 года[24][26].
- Маргарет (Екатерина) Тюдор (январь 1437 — ?), возможно, стала монахиней; умерла молодой[8][24].
- (?) Оуэн Тюдор (умер в 1502), монах-бенедиктинец в Вестминстерском аббатстве[8][24][К 4];

Кроме того, у Оуэна известен ещё один незаконнорождённый сын, мать которого не установлена:
- Давид Оуэн (Пембрук) (1458/1459 — до 15 мая 1542), родоначальник рода Оуэнов[24].